# Bergtrollus dzimbowski
Genre
Espèce
Bergtrollus dzimbowski, unique représentant du genre Bergtrollus, est une espèce de tardigrades de la famille des Milnesiidae. 

## Distribution
Cette espèce est endémique de Norvège. Elle se rencontre dans les Alpes de Lyngen.

## Description
La femelle holotype mesure 666 µm de long. 

## Étymologie
Cette espèce est nommée en l'honneur de Hans-Jochen Dzimbowski. Le nom du genre est composé du norvégien berg, montagne et de troll, habitant mythologique des montagnes.

## Publication originale
- Dastych, 2011 : Bergtrollus dzimbowski gen. n., sp. n., a remarkable new tardigrade genus and species from the nival zone of the Lyngen Alps, Norway (Tardigrada: Milnesiidae). Entomologische Mitteilungen aus dem Zoologischen Museum Hamburg, vol. 15, no 186, p. 237-253 (texte intégral).